# Astaenoplia miserabilis
Astaenoplia miserabilis är en skalbaggsart som beskrevs av Martinez 1957. Astaenoplia miserabilis ingår i släktet Astaenoplia och familjen Melolonthidae. Inga underarter finns listade.